# Hellenica Oxyrhynchia
A Hellenica Oxyrhynchia az I. e. 4. századból származó papirusztöredék, amely 1906. január 3-án került elő Egyiptomban.

## Története
A görög történelemmel foglalkozó töredékre az Egyiptomban található Oxyrhynchiában bukkantak rá. Oxyrhynchus vagy Oxyrhynchonpolis, amely nevét (magyarul: hegyes orrú) az ősi egyiptomiak által szentként tisztelt halról kapta, a mai el-Bahnasa település helyén terült el.
1906. január 3-án innen került elő az első töredék, amelyet ma Londoni papiruszként tartanak nyilván. Ez a szövegtöredék az i.  e. 397 és 395 közötti időszakot, a peloponnészoszi háború ekkori történéseit írja le. 1934-ben újabb, valószínűleg az egyiptomi töredékhez tartozó szöveg került elő, ez a Firenzei papirusz nevet kapta. A szöveg az i. e. 409 nyara és az i.e. 407-406 fordulójáig történteket tekinti át. 1976-ban a kairói Egyiptomi Múzeum raktárában újabb leletre bukkantak, amely nagy valószínűséggel a másik kettőhöz tartozik. Ez i. e. 409 nyarának eseményeivel foglalkozik. A Londoni papiruszt 1908-ban, a Firenzei papiruszt 1949-ben, a Kairói papiruszt 1976-ban publikálták.

## Tartalma
A tudomány úgy tartja, hogy a Hellenica Oxyrhynchia szerzője Thuküdidész történetírását folytatta. Thukididész műve i. e. 410-ig követi a görög történelmet. A szövegből kiderül, hogy a szöveg i. e. 411-nél korábbi eseményeket nem tárgyal. Más szövegrészekből az tűnik valószínűnek, hogy az elbeszélt történetek vagy az i. e. 394-es knidoszi csatával, vagy az i. e. 387-386-ban megkötött Antalkidasz-féle királybékével érnek véget. Mindebből következően a mű valószínűleg i. e. 386 és 356 között íródott.

## Összetartozás
A három töredék összetartozása százszázalékos biztonsággal nem jelenthető ki, mivel más-más formátumúak, de a nyelvi alapú összehasonlítás miatt a tudomány ma inkább a három lelet azonos eredetét feltételezi. Ezek szerint a három töredéket egyaránt a tárgyilagos ábrázolás és részletgazdagság jellemzi, különböző, bizonyító erejűnek tartott fordulatok, kifejezések mindhárom, vagy legalább két töredékben megtalálhatók.

## Szerzője
A szöveg szerzőjeként a következő lehetséges írókat nevesítették a tudósok a leletek felbukkanása óta:
- Plataiai Daimachos
- Androtión
- Ephorosz
- Theopomposz
- Kratipposz[2]